# ARPC3
ARPC3 (англ. Actin related protein 2/3 complex subunit 3) – білок, який кодується однойменним геном, розташованим у людей на короткому плечі 12-ї хромосоми. Довжина поліпептидного ланцюга білка становить 178 амінокислот, а молекулярна маса — 20 547.
| 10         |  | 20         |  | 30         |  | 40         |  | 50         |
| ---------- |  | ---------- |  | ---------- |  | ---------- |  | ---------- |
| MPAYHSSLMD |  | PDTKLIGNMA |  | LLPIRSQFKG |  | PAPRETKDTD |  | IVDEAIYYFK |
| ANVFFKNYEI |  | KNEADRTLIY |  | ITLYISECLK |  | KLQKCNSKSQ |  | GEKEMYTLGI |
| TNFPIPGEPG |  | FPLNAIYAKP |  | ANKQEDEVMR |  | AYLQQLRQET |  | GLRLCEKVFD |
| PQNDKPSKWW |  | TCFVKRQFMN |  | KSLSGPGQ   |  |            |  |            |

A: Аланін

C: Цистеїн

D: Аспарагінова кислота

E: Глутамінова кислота

F: Фенілаланін

G: Гліцин

H: Гістидин

I: Ізолейцин

K: Лізин

L: Лейцин

M: Метіонін

N: Аспарагін

P: Пролін

Q: Глутамін

R: Аргінін

S: Серин

T: Треонін

V: Валін

W: Триптофан

Кодований геном білок за функцією належить до фосфопротеїнів. 
Задіяний у такому біологічному процесі, як ацетилювання. 
Білок має сайт для зв'язування з молекулою актину. 
Локалізований у цитоплазмі, цитоскелеті, клітинних відростках.